# Alexander Graham
Alexander Graham (ur. 28 kwietnia 1995 w Auchenflower) – australijski pływak specjalizujący się w stylu dowolnym, dwukrotny brązowy medalista igrzysk olimpijskich i mistrz świata.

## Kariera

### 2017
Na mistrzostwach świata w Budapeszcie płynął w sztafecie 4 × 200 m stylem dowolnym, która uplasowała się na czwartej pozycji (7:05,98). W sztafecie mieszanej 4 × 100 m stylem dowolnym zajął ósme miejsce. Brał też udział w wyścigu finałowym sztafet mężczyzn 4 × 100 m stylem dowolnym. Australijczycy zostali w nim jednak zdyskwalifikowani. Na dystansie 200 m stylem dowolnym zajął 34. miejsce z czasem 1:48,67.

### 2018
W kwietniu podczas igrzysk Wspólnoty Narodów w Gold Coast płynął na pierwszej zmianie sztafety kraulowej 4 × 200 m i uzyskał czas 1:46,60. Australijczycy zwyciężyli w tej konkurencji, ustanawiając nowy rekord igrzysk (7:05,97).
Na mistrzostwach Pacyfiku w Tokio zdobył srebrne medale w sztafetach 4 × 100 i 4 × 200 m stylem dowolnym. Na dystansie 200 m stylem dowolnym był piąty (1:46,50).
W grudniu podczas mistrzostw świata na krótkim basenie w Hangzhou zdobył brązowy medal w konkurencji 200 m stylem dowolnym, uzyskawszy czas 1:42,28. 

### 2019
Na mistrzostwach świata w Gwangju wraz z Clydem Lewisem, Kyle’em Chalmersem i Mackiem Hortonem zwyciężył w sztafecie 4 × 200 m stylem dowolnym. Australijczycy czasem 7:00,85 pobili rekord Australii i Oceanii. Graham płynął także w wyścigu eliminacyjnym sztafet mieszanych 4 × 100 m stylem dowolnym i otrzymał srebrny medal, gdy reprezentanci Australii zajęli w finale drugie miejsce. W sztafecie mężczyzn 4 × 100 m stylem dowolnym zdobył brąz (3:11,22).

### 2021
Podczas igrzysk olimpijskich w Tokio zdobył brązowe medale w sztafetach 4 × 100 i 4 × 200 m stylem dowolnym.